# بيني بليدز
بيني بليدز (بالإنجليزية: Bennie Blades)‏ هو لاعب كرة قدم أمريكية أمريكي، ولد في 3 سبتمبر 1966 في فورت لودرديل في الولايات المتحدة.

## وصلات خارجية
- بيني بليدز على موقع مرجع كرة القدم المحترفة.كوم (الإنجليزية)
- بيني بليدز على موقع قاعة فلوريدا للمشاهير الرياضية (الإنجليزية)